# Rough Trade Records
Rough Trade Records — незалежний лейбл звукозапису, що базується в Лондоні, Англія. Він був заснований у 1976 році Джеффом Тревісом, який відкрив музичну крамницю біля Ледброк-Гроув. Наразі лейблом керують співкеруючі директори Тревіс і Жаннетт Лі, афілійовані з Beggars Group.
Успішно просуваючи та продаючи записи панк-рокових, ранніх постпанкових і інді-поп гуртів, таких як The Normal і Desperate Bicycles, Тревіс почав займатися менеджментом виконавців та дистрибуцією гуртів, зокрема Scritti Politti, і заснував лейбл, який був натхненний лівими політичними ідеями та функціонував як кооператив. Діяльність лейбла розпочалася у 1978 році. Незабаром після цього Rough Trade також створив дистриб'юторське відділення, яке обслуговувало незалежні роздрібні точки по всій Британії, а ця мережа отримала назву Cartel. У 1983 році Rough Trade підписав контракт із The Smiths.
Інтерес і інвестиції великих лейблів у британську інді-сцену наприкінці 1980-х, а також надмірна торгова активність дистриб'юторського підрозділу Rough Trade призвели до проблем із грошовими потоками, що врешті-решт спричинило банкрутство і змусило лейбл перейти під зовнішнє управління.
Однак наприкінці 1990-х Тревіс відродив лейбл у партнерстві з Лі, досягнувши успіху з The Libertines, The Strokes, Anohni and the Johnsons та іншими. Каталог Rough Trade вирізняється жанровим розмаїттям: серед артистів, підписаних на лейбл, – Pulp, Sleaford Mods, Dean Blunt, black midi, Special Interest, Jockstrap і Lankum. Стилістично він охоплює альтернативний рок, постпанк, нью-вейв, гаражний і психоделічний рок, а також артпоп, фолк, електроніку та соул.